# روث أتورو
روث أتورو، بالإنجليزية Ruth Aturo (مواليد 19 يوليو 1995م)- وهي لاعبة كرة قدم أوغندية، لعبت آخر مرة كحارسة مرمى لنادي الشباب السعودي بالمملكة العربية السعودية، ومنتخب أوغندا لكرة القدم للسيدات.

## المسيرة الكروية
لعبت أتورو مع فريق سيدات الكاردينالات في اتحاد الجامعات والكلياتUCU Lady Cardinals في أوغندا.

## المسيرة الدولية
شاركت أتورو مع منتخب أوغندا لكرة القدم للسيدات على المستوى الأول خلال بطولة كوسوفا COSAFA للسيدات 2021م وتصفيات كأس الأمم الأفريقية للسيدات 2022م.